# Kanwal Thakar Singh
Kanwal Thakar Singh (* 2. November 1954) ist eine indische Badmintonspielerin. 

## Karriere
Kanwal Thakar Singh gewann 1977 den Titel im Dameneinzel bei den nationalen Meisterschaften. 1978 konnte sie diesen verteidigen und war zusätzlich auch im Damendoppel mit Ami Ghia erfolgreich. 1981 gab es noch einmal Gold im Doppel. Bei den  Commonwealth Games 1978 gewann sie Bronze im Doppel mit Ghia. Für ihre Erfolge wurde sie 1978 mit dem Arjuna Award ausgezeichnet.

## Sportliche Erfolge
| Saison | Veranstaltung                 | Disziplin   | Platz | Name                              |
| ------ | ----------------------------- | ----------- | ----- | --------------------------------- |
| 1977   | Indien: Einzelmeisterschaften | Dameneinzel | 1     | Kanwal Thakar Singh               |
| 1978   | Indien: Einzelmeisterschaften | Dameneinzel | 1     | Kanwal Thakar Singh               |
| 1978   | Indien: Einzelmeisterschaften | Damendoppel | 1     | Kanwal Thakar Singh / Ami M. Ghia |
| 1981   | Indien: Einzelmeisterschaften | Damendoppel | 1     | Kanwal Thakar Singh / Sunita      |